# Совкино
Всеросси́йское фотокинопромы́шленное акционе́рное о́бщество «Сове́тское кино́» («Совкино́») — советская фотокинематографическая государственная организация и кинокомпания, учреждённая постановлением Совета народных комиссаров РСФСР от 13 июня 1924 года. С момента создания «Совкино» получило права на импорт, производство и монопольное право на прокат фильмов на территории РСФСР, в его подчинении находилось четыре кинофабрики и двадцать два производственных отделения.
 «Совкино» входило в систему Наркомпроса РСФСР и просуществовало до июня 1930 года.

## История
Разговоры об объединении велись задолго на разных уровнях всеми участниками кинорынка страны.

…все попытки к объединению киноорганизаций разбиваются о «Госкино», как о каменную стену.
 Всем ясно, что дело объединения тормозится только потому, что до сих пор не найдена форма его, приемлемая для всех или большинства киноорганизаций. Объединяться же «на честное слово», как это предлагают руководители «Госкино», ни один хозяйственник, конечно, не захочет, да и не имеет права.
— Вл. Ерофеев, «Кино-газета» № 2 1923
В декабре 1923 года руководителями союзных Наркомпросов было решено провести всесоюзное киносовещание, которое состоялось в конце марта 1924 года. На нём была принята резолюция о необходимости сохранения монополии проката и акционировании киноотрасли в масштабах всего СССР. Майский съезд РКП(б) поручил В. Манцеву, А. Лежаве и Л. Красину выработать проект создания акционерного общества «Советское кино» в пределах РСФСР. И к декабрю 1924 года «Совкино» объединило все существовавшие тогда в республике государственные киноорганизации, тем самым обеспечив возможности для вытеснения из кинопроката частного капитала.
Устав акционерного общества «Совкино» был подготовлен организационным бюро под председательством Л. Красина. На первом собрании акционеров «Совкино» 3 февраля 1925 года одним из членов правления был избран М. Ефремов, директор «Севзапкино», председателем — К. Шведчиков, заместителем — И. Трайнин (по другим сведениям назначение К. Шведчикова состоялось в конце 1924 года). На первых порах «Совкино» приходилось конкурировать с другими кинопредприятиями, но вскоре были получены монопольные права на весь кинорынок в пределах РСФСР: в соответствии с постановлением СНК РСФСР от 4 июня 1926 года кинопредприятия «Совкино», «Госкино» и «Севзапкино» были объединены в акционерное общество «Совкино».
«Совкино» наделялось широкими полномочиями для исключения внутренней конкуренции между государственными кинокомпаниями, объединения усилий государственных организаций в области производства кинофильмов, а также усиления государственной идеологии в киноиндустрии. «Совкино» имело полномочия по осуществлению предварительной цензуры сценариев и монопольное прав на ввоз в страну кинокартин иностранного производства.
Помимо Наркомпроса РСФСР учредителями общества «Совкино» были Наркомвнешторг СССР, ВСНХ РСФСР, Московский и Ленинградский губернские исполнительные комитеты. Акции акционерного общества «Совкино» распределялись следующим образом: на долю ВСНХ выделялось 15 %, на долю Наркомвнешторга — 30 %, на долю Наркомпроса, Ленинградского и Московского губисполкомов совместно — 55 % от общего числа акций. Таким образом, «Совкино» было государственной кинокомпанией и государственным органом управления кинопромышленности одновременно. На балансе «Совкино» были фабрики по производству художественных, хроникальных и просветительских фильмов, предприятия по производству кинофотоматериалов и аппаратуры, кинотеатры и передвижные киноустановки, фотоателье.
За период с 1928 по 1929 год кинофабриками «Совкино» было выпущено в прокат 70 полнометражных художественных фильмов, 66 малометражных политикопросветительных и 97 картин кинохроники.
После ликвидации «Совкино» принадлежавшие ему московские и ленинградские мощности были переданы на балансы Первой государственной кинофабрики (впоследствии «Мосфильм») и фабрики «Союзкино» (впоследствии «Ленфильм»).

## Фильмография

### Игровое кино
- 1923 — Дворец и крепость
- 1924 — Тёплая компания (не сохранился)
- 1926 — Три испытания
- 1927 — Аня / Тайна Ани Гай
- 1927 — Путь в Дамаск
- 1927 — Два друга, модель и подруга
- 1927 — Дом в сугробах
- 1927 — Неудачная карьера
- 1927 — Булат-Батыр
- 1927 — Октябрь
- 1927 ― Ордер на жизнь
- 1927 — Третья Мещанская
- 1927 — Турбина № 3
- 1928 — Герои домны
- 1928 — Маленькие и большие
- 1928 — Переполох
- 1929 — Конница скачет
- 1929 — Обломок империи
- 1929 — Старое и новое
- 1929 — Флаг нации
- 1930 — Чужой берег

### Документальное кино
- 1927 — Евреи на земле
- 1927 — Тунгусы[14]
- 1928 — Байкал[14]
- 1928 — Соловки[15]
- 1929 — По Бурят-Монголии[14]

### Анимация
- 1925 — Китай в огне
- 1928 — Самоедский мальчик
- 1928 — Тип-Топ в Москве (не сохранился)
- 1930 — Кино в деревню (не сохранился)